# Symphlebia aryllis
Symphlebia aryllis là một loài bướm đêm thuộc phân họ Arctiinae, họ Erebidae.